# Haute école pédagogique
Pour les articles homonymes, voir HEP.
Dans le système de l'enseignement supérieur suisse, une haute école pédagogique (HEP) a comme but la formation des enseignants du préscolaire au secondaire. Les HEP ont été introduites au début des années 2000 dans tout le pays et ont remplacé les différentes formations cantonales qui existaient auparavant. Actuellement, douze hautes écoles pédagogiques cantonales sont autonomes juridiquement, quatre institutions de formations des enseignantes et enseignants sont intégrés dans d’autres types de hautes écoles et deux institutions de type haute école de la Confédération sont membres associés. Dans plusieurs cantons, la formation pour devenir enseignant comprend une part théorique et une part pratique d'apprentissage en situation d'enseignement.

## Écoles
- Dipartimento formazione e apprendimento della Scuola universitaria professionale della Svizzera italiana
- Haute école fédérale de sport de Macolin
- Haute école pédagogique BEJUNE
- Haute école pédagogique du canton de Vaud
- Haute école pédagogique du Valais
- Haute école pédagogique Fribourg / Pädagogische Hochschule Freiburg (de)
- Institut fédéral des hautes études en formation professionnelle
- Interkantonale Hochschule für Heilpädagogik Zürich
- Pädagogische Hochschule Bern
- Pädagogische Hochschule der Fachhochschule Nordwestschweiz
- Pädagogische Hochschule Graubünden
- Pädagogische Hochschule Luzern
- Pädagogische Hochschule Schaffhausen
- Pädagogische Hochschule Schwyz (de)
- Pädagogische Hochschule St. Gallen
- Pädagogische Hochschule Thurgau
- Pädagogische Hochschule Zürich
- Université de Fribourg, Centre d'enseignement et de recherche pour la formation à l'enseignement au secondaire
- Université de Genève, Faculté de Psychologie et des Sciences de l’Éducation FAPSE
- Université de Genève, Institut universitaire de formation des enseignants du secondaire IUFE